# Lobovalgus glabratus
Lobovalgus glabratus är en skalbaggsart som beskrevs av Hermann Julius Kolbe 1884. Lobovalgus glabratus ingår i släktet Lobovalgus och familjen Cetoniidae. Inga underarter finns listade i Catalogue of Life.